# Gymnasium Lerchenfeld
Das Gymnasium Lerchenfeld (kurz: GyLe) ist ein staatliches Gymnasium im  Hamburger Stadtteil Uhlenhorst. Es wurde 1910 als eine der ersten staatlichen Hamburger höheren Mädchenschulen gegründet. Durch die Einführung der Koedukation ist es seit 1970 auch für Jungen zugänglich. Nach mehreren Umbenennungen trägt es seit 1972 den aktuellen Namen. Zu den Angeboten gehört ein deutsch-spanischer bilingualer Unterricht ab Klasse 5. Das Gymnasium Lerchenfeld ist eine teilgebundene Ganztagsschule mit Betreuung bis 16 Uhr für Schülerinnen und Schüler der 5. bis 8. Klassen. Es verfügt über eine eigene Kantine.

## Gebäude

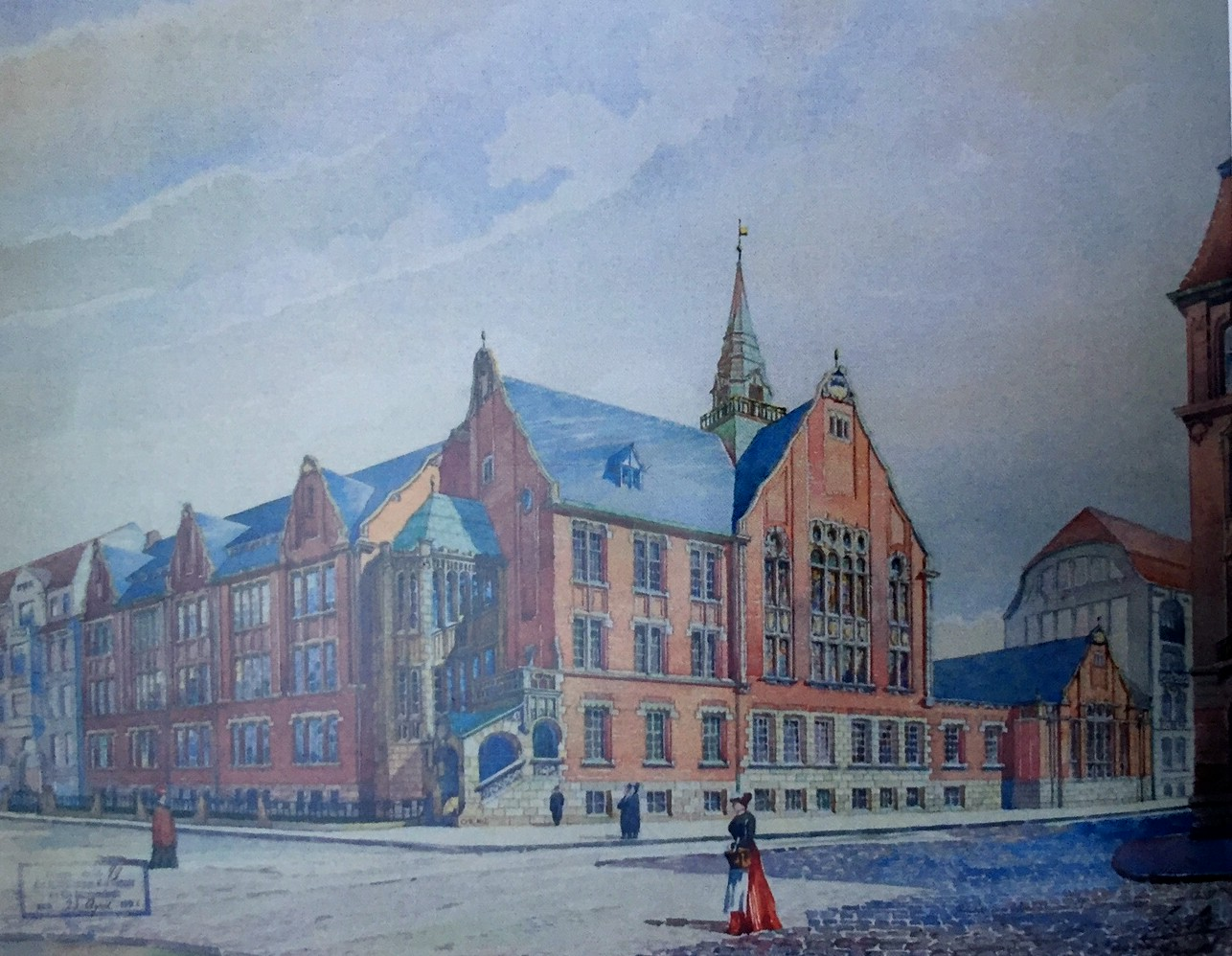
Aquarellstudie Albert Erbes zum Bau, 1906

Das erste Gebäude des heutigen Gymnasiums Lerchenfeld wurde zwischen 1908 und 1910 errichtet, Architekt war Albert Erbe. Die Schule entstand nach seinem Entwurf als Ziegelbau mit Ornamenten, barocken Giebeln, Dachtürmchen und einem spätgotischen Treppenhaus aus Sandstein.

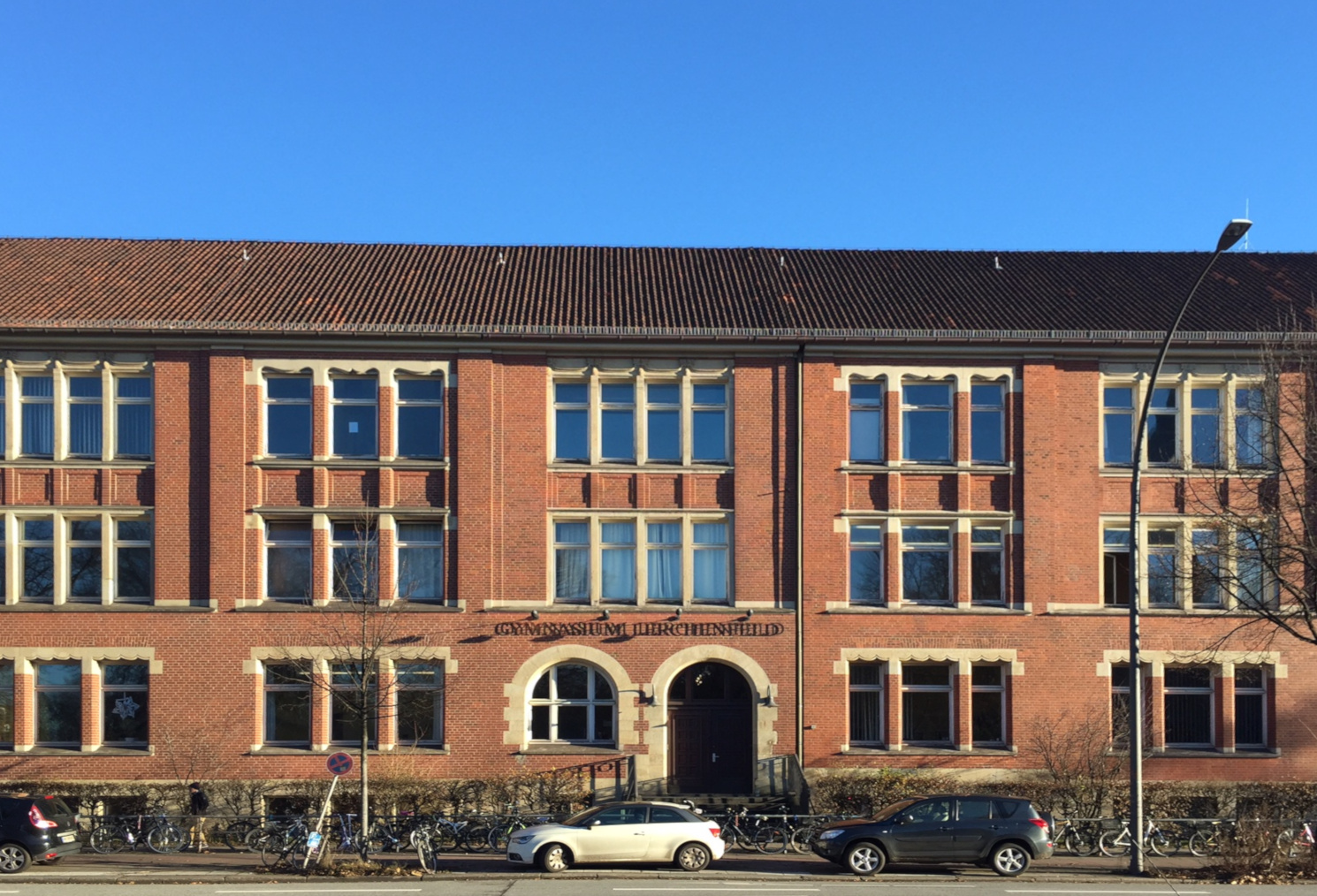
Das Gymnasium im Jahr 2016

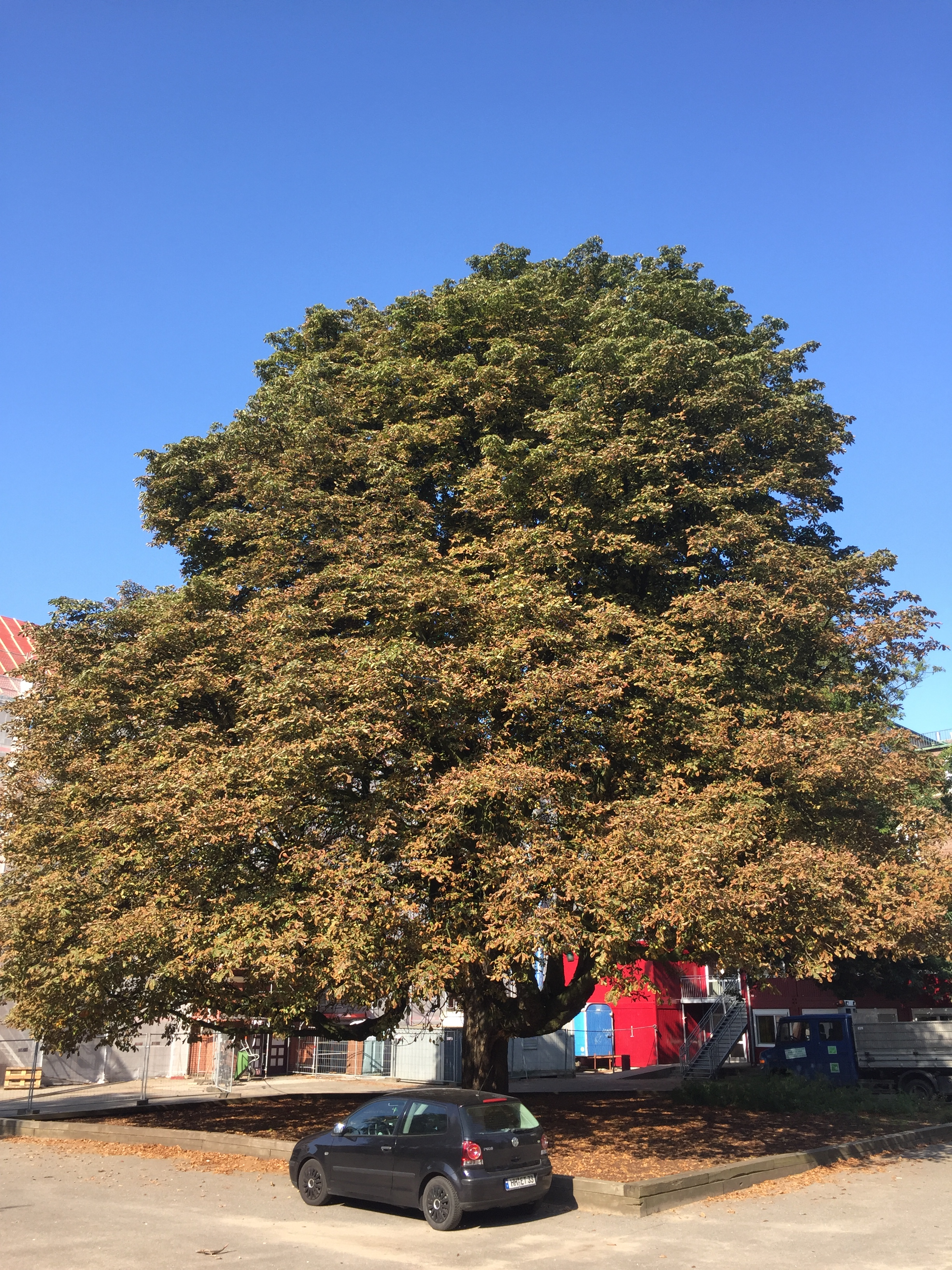
Die Kastanie auf dem Schulhof

Im Zweiten Weltkrieg wurde es 1942 und während der Operation Gomorrha im Jahr 1943 zum großen Teil zerstört. Nur der Erweiterungsbau von 1921 und die Turnhalle blieben erhalten.
Im Jahr 1955 erfolgte die Einweihung des wiederaufgebauten Seitenflügels des Haupthauses. Der Hauptflügel mit der Aula an der Birkenau wurde nicht wieder errichtet. 1961 wurde das Schulgelände um Teile der Straße Birkenau und um ein angrenzendes Straßengrundstück erweitert. Weitere Häuser mit den Bezeichnungen A bis C sowie eine Mehrzweck- und Sporthalle wurden in den folgenden Jahren neu gebaut. Aus Erbes Eckgebäude mit Giebellandschaft wurde somit ein Gebäuderiegel, der die Schule gegen den anschwellenden Verkehr abschirmt. Den Schulhof schmückt eine große alte Kastanie, die möglicherweise den geographischen Mittelpunkt Hamburgs bildet. Eine andere Berechnung für den geographischen Mittelpunkt Hamburgs bezieht sich auf den Umkreis der nahe gelegenen Kirche St. Gertrud am Kuhmühlenteich. In dieser Kirche finden oft Weihnachtskonzerte der Lerchenfeld-Schüler statt.

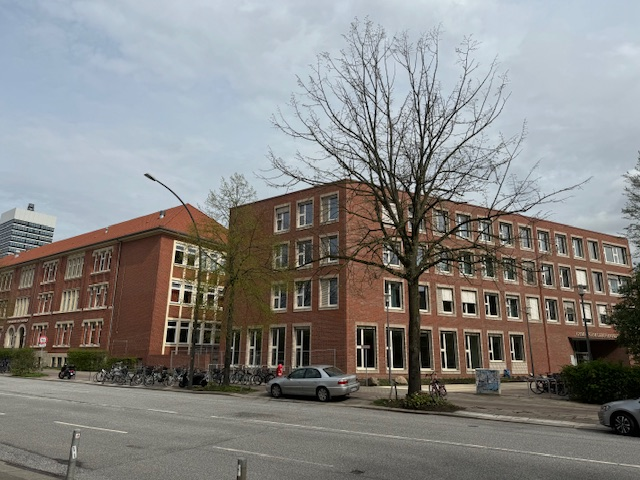
Erweiterungsbau des Gymnasiums Lerchenfeld (2024)

Ab 2021 wurde an einem viergeschossigen Erweiterungsbau und einer neuen zweigeschossigen Sporthalle nach einem Entwurf von Winking Froh Architekten gearbeitet, die Fertigstellung war für Ende 2023 geplant. Zugleich entsteht der Fußgängerweg Birkenau, der die Verbindung der Straßen Finkenau/Lerchenfeld wieder herstellt. Für die Neubauten investiert die Stadt 17,7 Millionen Euro. Die beliebte Schule hat in den vergangenen Jahren ständig steigende Anmeldezahlen verzeichnet und die Räumlichkeiten reichten nicht mehr aus.  Anfang April 2024 begann im Neubau der Unterricht für Schülerinnen und Schüler.

### Lage
Links vom Haupthaus in Richtung des Einkaufszentrums Hamburger Meile und U-Bahnhof Mundsburg befindet sich das Medizinzentrum Hammonia-Bad mit dem englischsprachigen Theater The English Theatre, rechts die Hochschule für Bildende Künste Hamburg (HFBK).

### Kantine
Auf Grund der verlängerten Schulzeiten durch das Abitur nach der zwölften Jahrgangsstufe (G8) führte die Schulleitung eine längere Mittagspause ein. Eine eigene Kantine versorgt Lehrer und Schüler mit frisch zubereiteten warmen Mahlzeiten.

## Geschichte

### Vorgeschichte
Seit 1872 gibt es höhere Mädchenschulen in Hamburg. 1872 wurden die Unterrichtsanstalten des Klosters St. Johannis und 1897 das Emilie-Wüstenfeld-Gymnasium gegründet. Beide Schulen wurden durch private Stiftungen ermöglicht. Auf Grund des Erfolges wurde am 22. Juni 1904 ein bürgerschaftliches Ersuchen an den Hamburger Senat gerichtet, das die Errichtung staatlicher höherer Mädchenschulen zum Thema hatte. Daraufhin beschloss der Senat am 15. Januar 1908 die Errichtung von zwei staatlichen höheren Mädchenschulen. Es entstanden 1910 die Staatliche höhere Mädchenschule am Lerchenfeld, ab 1913 Staatliches Lyzeum am Lerchenfeld genannt (heute Gymnasium Lerchenfeld) östlich der Alster, und das heutige Helene-Lange-Gymnasium westlich der Alster.
Der Schulabschluss führte anfangs nur bis zur Mittleren Reife. Nach langen Auseinandersetzungen um die Zulassung von Frauen zum Hochschulstudium konnten dann aber 1925 die ersten Mädchen ihre Abiturprüfung ablegen.

### Zeit des Nationalsozialismus

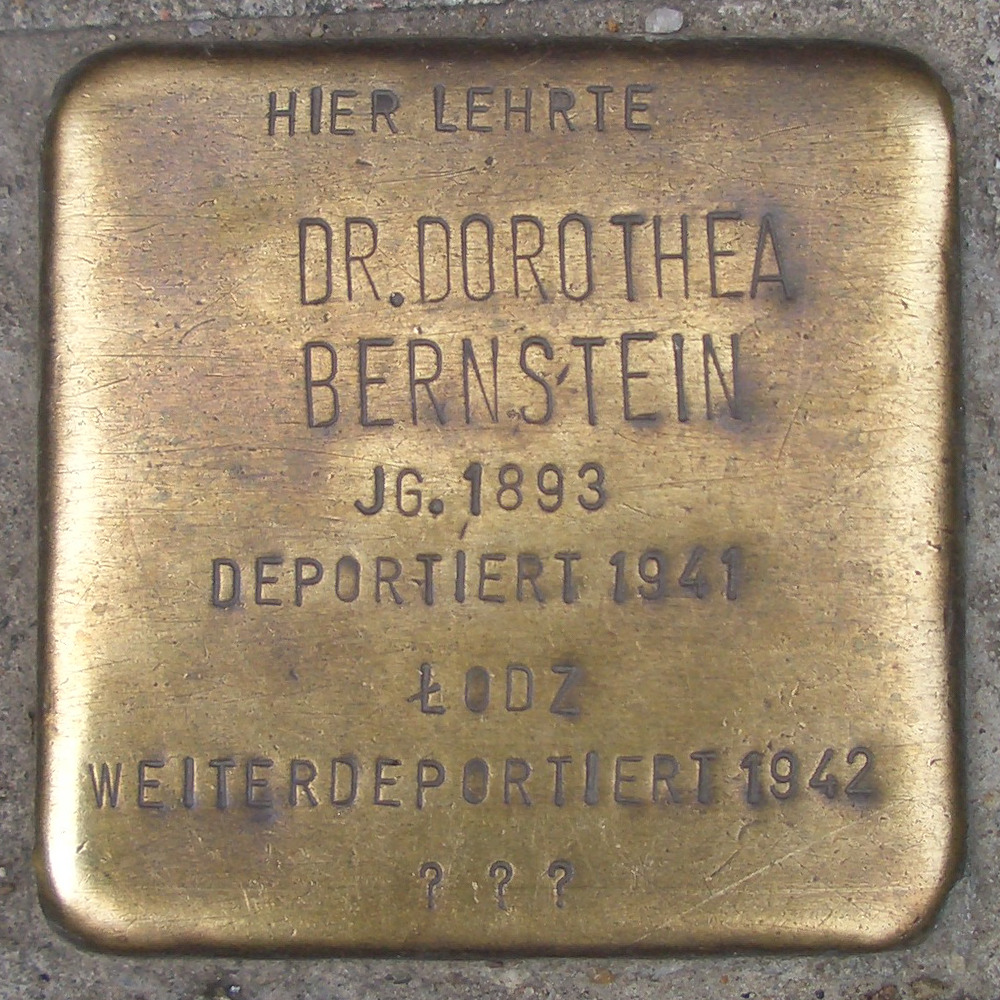
Stolperstein für Dorothea Bernstein

Die Zeit des Nationalsozialismus verschonte auch die Belegschaft dieser Schule nicht. Die jüdische Lehrerin Dorothea Bernstein unterrichtete von 1927 bis 1933 in allen Klassenstufen die Fächer Französisch und Deutsch. Nach ihrer Entlassung in den Zwangsruhestand war sie noch in einer jüdischen Schule von 1939 bis 1941 tätig, wurde 1942 erst nach Litzmannstadt und später vermutlich über Theresienstadt in das Konzentrationslager in Chelmo (Ukraine) verschleppt und dort ermordet. Der Todesort ist unklar. Für sie wurde ein Stolperstein von Gunter Demnig vor dem Haupteingang der Schule verlegt, nach ihr ist auch der Dorothea-Bernstein-Weg auf der Uhlenhorst benannt. Zwei weitere Lehrerinnen, Emma Simonssohn und Olga Schiffmann, entzogen sich rechtzeitig durch Flucht der Verhaftung. Bis 1935 schieden 27 von 50 Lehrern aus dem Dienst.
Wie oben beschrieben, wurde das Gebäude im Krieg 1942/43 zum großen Teil zerstört und der Schulbetrieb in drei Kinderlandverschickungslager in der Fränkischen Schweiz verlegt, bis er am 3. Oktober 1945 wieder aufgenommen werden konnte.

## Die Schule heute

### Allgemeines
Das Gymnasium Lerchenfeld unterrichtet etwa 1100 Schüler von der fünften Klasse bis zum Abitur, das zurzeit nach acht Jahren mit der zwölften Klasse abgeschlossen wird. Als Ganztagsschule wird über den Fachunterricht hinaus eine Betreuung bis 16 Uhr angeboten. Zur Wahl stehen Neigungskurse, aber auch Förderunterricht und Hausaufgabenbetreuung.
Für alle Schüler ist Englisch ab Klasse fünf die erste Fremdsprache. Ab Klasse sechs wird entweder Latein oder Spanisch als zweite Fremdsprache unterrichtet. Ab Klasse acht wird Französisch angeboten, Chinesisch ab Klasse neun (Arbeitsgemeinschaft).
Neben den Regelfächern werden im Wahlpflichtbereich in den Klassen 8 bis 10 weitere Fächer angeboten: Audiovisuelle Medien, Französisch als dritte Fremdsprache, Bildende Kunst, Musik, Musikpraxis, Theater, Philosophie, Religion, Naturwissenschaftliches Praktikum und Informatik.
In den Arbeitsgemeinschaften werden beispielsweise Theater, Umwelt, HipHop, Fußball, Volleyball, Basketball, Selbstbehauptung, Rudern, Schach, Web-Design, Programmieren, Malen & Zeichnen, Werken, Streicherklasse, Chor, Schulorchester, Band-Training, Chinesisch, English+, Mathe+, Chemie/Experimentieren angeboten sowie die Mitarbeit an der Schulzeitung Durchblick. Ein Kooperationspartner im Bereich Theater ist das nahe gelegene Ernst-Deutsch-Theater an der Mundsburg.
Bei der Erhebung des Sozialindex für Hamburger Schulen 2021 wurde für das Gymnasium auf einer Skala von 1 (nachteilige Voraussetzungen der Schülerschaft, höchster Förderbedarf) bis 6 (beste Voraussetzungen, kein Förderbedarf) ein Sozialindex von 5 errechnet.

### Bilingualer Unterricht
Das Gymnasium verfügt seit 2007 über einen deutsch-spanischen bilingualen Zweig. Ab August 2016 wurde er neu ausgerichtet. Vom Schuljahr 2016/2017 an können zusätzlich Schülerinnen und Schüler, die bisher keine oder nur geringe Kenntnisse in der spanischen Sprache haben, das Angebot wählen. Sie erhalten ab Klasse 5 intensiven Anfangsunterricht, damit sie ab Klasse 7 gemeinsam mit den Muttersprachlern am bilingualen Sachfachunterricht, der insbesondere Biologie, Geografie und Geschichte umfasst, teilnehmen können.

### Medienunterricht
Der Medienunterricht findet im Bereich Buch, Computer und Film statt. Es gibt fest installierte und mobile Computer, eine gut ausgestattete Schulbücherei, Digitalkameras und Schneidemöglichkeiten im eigenen Studio. Es finden Kooperationen mit der 200 Meter entfernten Hamburg Media School und deren Ausbildungskanal Tide statt.

### Berufsorientierung
Zur individuellen Laufbahnberatung gehören: Girls’ Day und Boys’ Day (Klasse 6), Schnupperpraktikum (Klasse 7), Bewerbungstraining (Klasse 8), Betriebs- und Sozialpraktikum (Klasse 9), Berufsorientierungswoche (Klasse 11), Uni-Tage (Klassen 11/12).

### Oberstufenprofil
Zu Beginn der Oberstufe wählen die Schülerinnen und Schüler ein Profil. Neben den Profilen werden sie in den Kernfächern Deutsch, Mathematik und einer Fremdsprache bis zum Abitur unterrichtet. Alle weiteren Fächer können im Wahlbereich belegt werden, insgesamt 34 Wochenstunden pro Semester. Ein Teil des Unterrichts findet in einer festen Lerngruppe statt, die von einer Tutorin oder einem Tutor geleitet wird.
Im Unterschied zu Systemen mit einer eingeschränkten Auswahl können im Lerchenfeld Gymnasium alle Fächer profilgebend sein mit den Ausnahmen Theater und Sport; Einzelheiten siehe Beleg Seite 28.

### Partnerschulen
Partnerschulen für einen jährlichen Austausch sind Schulen in Shanghai, China und Murcia, Spanien. Der Schüleraustausch findet im 10. oder 11. Jahrgang statt.

### Auszeichnungen
Durch die umweltfreundliche Orientierung des Gymnasiums ist es mehrfach als „Umweltschule in Europa/Internationale Agenda 21-Schule“ ausgezeichnet worden.

## Bekannte Ehemalige
Schüler:
- Theda Heineken (1907–1993), Pädagogin, Frauenrechtlerin und Oberstudiendirektorin
- Ursula Querner (1921–1969), Bildhauerin
- Helga Feddersen (1930–1990), Schauspielerin
- Doris Gercke (1937–2025), Schriftstellerin
- Evelyn Holst (* 1952), Autorin
- Stefan Brönneke (* 1964), Synchronsprecher und Filmregisseur
- Moritz Diehl (* 1971), Ingenieurwissenschaftler und Hochschullehrer
- Jens Wolf (1971), Politiker (CDU), MdHB
- Maris Hubschmid (* 1988), Journalistin und Theodor-Wolff-Preisträgerin

Lehrer:
- Reinhart Biernatzki (1884–1948)
- Willi Walter Puls (1908–1980)
- Elisabeth Schulz (1903–1957)
- Elisabeth von der Lieth (1918–2002)